# Télédialyse
La télédialyse consiste à la mise en œuvre de systèmes communicants entre un centre « référent » où se trouve l’équipe de médecins néphrologues et une unité satellite où sont localisés les patients et l’équipe paramédicale.
Cette modalité de prise en charge des patients atteints d'insuffisance rénale chronique est née à la fin des années 1990 et a fait l'objet d'expérimentation dans différents pays, notamment au Canada et en France, au centre hospitalier de Saint-Brieuc.
En France, la publication en janvier 2010 de la part de la Haute Autorité de santé d'un rapport sur « Les conditions de mise en œuvre de la télémédecine en unité de dialyse médicalisée » permet de fixer un cadre pour le déploiement de la télédialyse.
Ces recommandations abordent les aspects organisationnels, juridiques, déontologiques, géographique, etc.
Sur le plan technique, le système de télédialyse est composé de trois briques qui, utilisées simultanément, permettent :
- la surveillance à distance par visualisation et stockage des paramètres de la séance de dialyse issus des générateurs ;
- la communication audiovisuelle entre l’équipe de néphrologues, l’équipe soignante et les patients de l’unité télésurveillée ;
- l'utilisation des applications support nécessaires à la réalisation d’actes médicaux à distance : dossier informatisé du patient, téléprescription et éventuellement un système expert d’analyse de données, pour accompagner le néphrologue dans sa prise de décision.